# Top Model of the World
Người mẫu hàng đầu Thế giới là một chương trình tìm kiếm người mẫu. Cuộc thi bắt đầu vào năm 1993 tại Miami, được tổ chức bởi Globana Group. Nó hiện thuộc sở hữu và quản lý của Tổ chức Sắc đẹp Thế giới.
Hiện tại Top Model of the World 2023 là Mariana Macías đến từ Mexico, đăng quang vào ngày 3 tháng 3 năm 2023.

## Chủ sỡ hữu

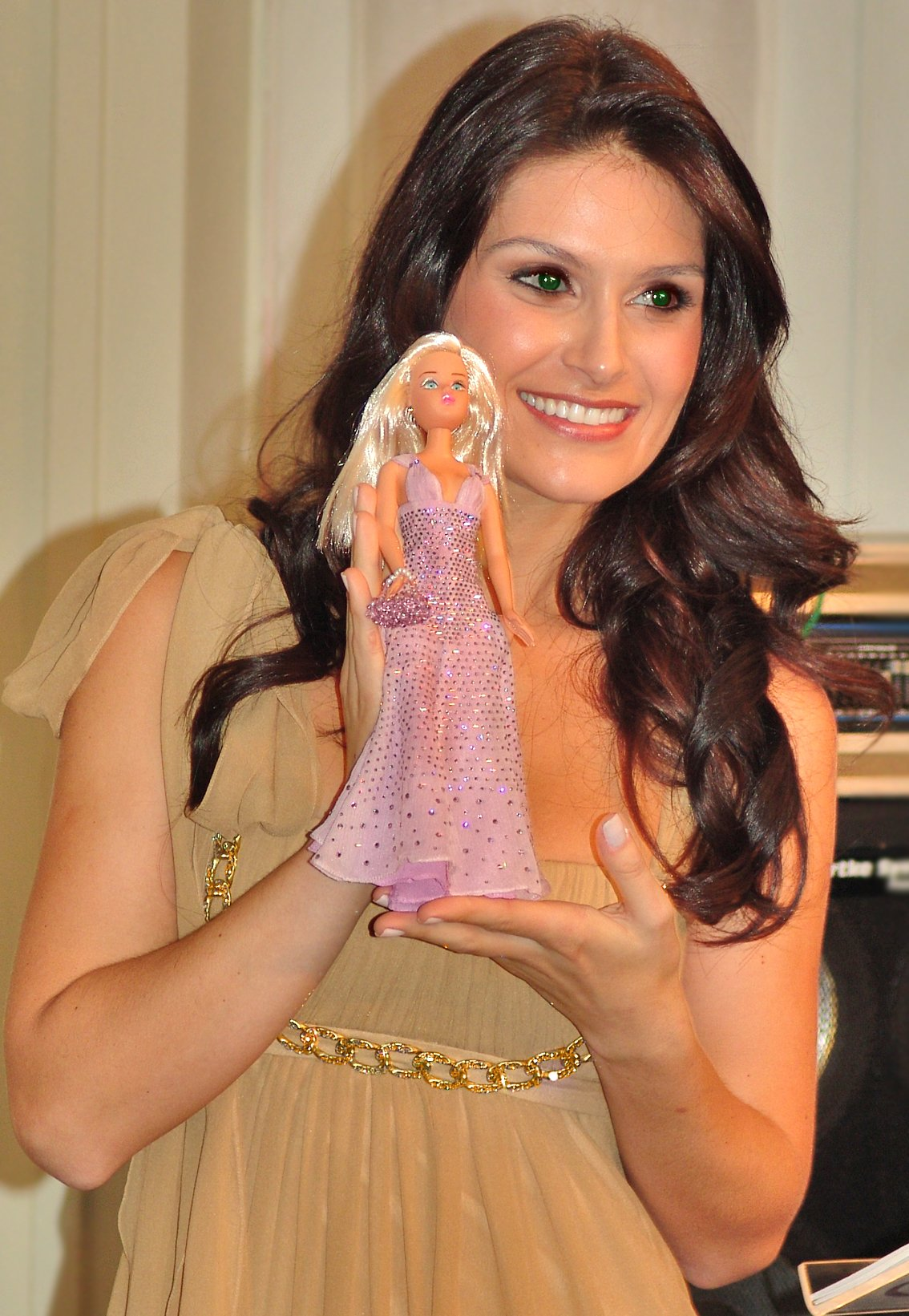
Top Model of the World 2006, Natália Guimarães của Brazil

| Năm  | Chủ sỡ hữu                 | Quốc gia             | Địa điểm                | Thí sinh |
| ---- | -------------------------- | -------------------- | ----------------------- | -------- |
| 2023 | Mariana Macías             | Mexico               | Sharm el-Sheikh, Egypt  | 44       |
| 2022 | Natálie Kocendová          | Czech Republic       | Ain Sujna, Egypt        | 46       |
| 2020 | Pierinna Patino            | Peru                 | Hurgada, Egypt          | 33       |
| 2019 | Nicole Menayo              | Spain                | Hurgada, Egypt          | 37       |
| 2018 | Janet Leyva                | Perú                 | Hurgada, Egypt          | 35       |
| 2017 | Julya Gershun              | Ukraina              | El Gouna, Egypt         | 39       |
| 2016 | Margo Cooper               | Bulgaria             | Bremen, Germany         | 41       |
| 2015 | Elena Kosmina              | Ukraina              | Red Sea, Egypt          | 47       |
| 2014 | Tania Valencia             | Colombia             | Red Sea, Egypt          | 42       |
| 2013 | Monica Palacios            | Caribbean (Colombia) | Red Sea, Egypt          | 48       |
| 2012 | Luna Voce                  | Ý                    | Dortmund, Germany       | 43       |
| 2011 | Loredana Salanță           | România              | Usedom, Germany         | 44       |
| 2010 | Carolina Rodríguez Ferrero | Colombia             | Dortmund, Germany       | 43       |
| 2008 | Débora Lyra                | Brasil               | Berlin, Germany         | 41       |
| 2007 | Alessandra Alores          | Đức                  | Hurghada, Egypt         | 41       |
| 2006 | Natália Guimarães          | Brasil               | Kunming, China          | 50       |
| 2005 | Dominika van Santen        | Venezuela            | Humen, China            | 47       |
| 2004 | Sun Na                     | Trung Quốc           | Karlsruhe, Germany      | 34       |
| 2003 | Nihan Akkuş                | Thổ Nhĩ Kỳ           | Aachen, Germany         | 41       |
| 2002 | Natascha Börger            | Đức                  | Aachen, Germany         | 33       |
| 2001 | Renata Janetkova           | Cộng hòa Séc         | Kaiserslautern, Germany | 28       |
| 2000 | Yeliz Çelişkan             | Thổ Nhĩ Kỳ           | Vreden, Germany         | 30       |
| 1999 | Suzana Fabriova            | Slovakia             | Frankfurt, Germany      | unknown  |
| 1998 | Michelle Khan              | Trinidad & Tobago    | Magdeburg, Germany      | 28       |
| 1997 | Franzisca Schaub           | Đức                  | Legden, Germany         | 45       |
| 1996 | Selinée Méndez             | Cộng hòa Dominica    | Koblenz, Germany        | 26       |
| 1995 | Jacqueline Aguilera        | Venezuela            | Moscow, Russia          | 36       |
| 1994 | Claudine Obert             | Pháp                 | Miami, USA              | 24       |
| 1993 | Francesca Bologna          | Ý                    | Miami, USA              | unknown  |

### Số lần chiến thắng
| Quốc gia                     | Số lần | Vào các năm       |
| ---------------------------- | ------ | ----------------- |
| Thổ Nhĩ Kỳ                   | 3      | 2000, 2003, 2017  |
| Đức                          | 3      | 1997, 2002, 2007  |
| Colombia                     | 2      | 2009, 2013*, 2014 |
| Ý                            | 2      | 1993, 2011        |
| Brasil                       | 2      | 2006*, 2008       |
| Perú                         | 2      | 2018, 2020        |
| Cộng hòa Séc                 | 2      | 2001, 2022        |
| Mexico                       | 1      | 2023              |
| Spain                        | 1      | 2019              |
| Bulgaria                     | 1      | 2016              |
| Ukraina                      | 1      | 2015              |
| Caribbean (Colombia)         | 1      | 2013              |
| România                      | 1      | 2010              |
| Philippines                  | 1      | 2006              |
| Margarita Island (Venezuela) | 1      | 2005              |
| Trung Quốc                   | 1      | 2004              |
| Slovakia                     | 1      | 1999              |
| Trinidad & Tobago            | 1      | 1998              |
| Cộng hòa Dominica            | 1      | 1996              |
| Venezuela                    | 1      | 1995              |
| Pháp                         | 1      | 1994              |

## Danh sách Á quân
| Năm     | Á quân 1                                             | Á quân 2                                        | Á quân 3                                   | Á quân 4                                     |
| ------- | ---------------------------------------------------- | ----------------------------------------------- | ------------------------------------------ | -------------------------------------------- |
| 1994    | Pinar Tezcan · Thổ Nhĩ Kỳ                            | Mariya Sukhareva · Belarus                      | Không trao giải                            | Không trao giải                              |
| 1995    | Paula Andrea Betancourt Arroyave · Colombia          | Leen Ragis · Kenya                              | Lorena de Leon Pangan · Philippines        | Không trao giải                              |
| 1996    | Jana Festova · Czech Republic                        | Andrea Deak · Hungary                           | Anja Haertel · Germany                     | Vierushka Algandona Viera · Panama           |
| 1997    | Cris Tomaszeck · Brasil                              | Không trao giải                                 | Không trao giải                            | Không trao giải                              |
| 1998    | Tanisha Drummond · Panama                            | Agnes Nagy · Hungary                            | Dania Patricia Prince Méndez · Honduras    | Jonna Kauppila · Finland                     |
| 1999    | Monica Elizabeth Escolar Danko · Colombia            | Dayanarah Zulay del Carmen Roozendaal · Curaçao | Không trao giải                            | Không trao giải                              |
| 2000    | Nina Kavecevic · Yugoslavia                          | Jerika de los Angeles Hoffman Leal · Venezuela  | Không trao giải                            | Không trao giải                              |
| 2001    | Jenny Díaz Batista · Dominican Republic              | Mónica Caicedo Valencia · Colombia              | Zornitsa Hristova · Bulgaria               | Basak Sahin · Thổ Nhĩ Kỳ                     |
| 2002    | Nikki Formann · United States                        | Kristina Tudikova · Slovakia                    | Adanelli Nuñez · Mexico                    | Justine Vinluan Gabionza · Philippines       |
| 2003    | Daniela Scholz · Germany                             | Huan Lulu · China                               | Desirée Virginia Pallotta Peña · Venezuela | Lorena Irene Velarde Briceño · Mexico        |
| 2004    | Yordanos Teshager Bitew · East Africa (Ethiopia)     | Mirjana Gmitrovic · Serbia and Montenegro       | Viktoria Stadtlander · Germany             | Irina Stikanova · Estonia                    |
| 2005    | Maria Joseph Kidumbuyo · Tanzania                    | Katarzyna Blazko · Poland                       | Không trao giải                            | Không trao giải                              |
| 2006    | Michelle de Leon · Philippines                       | Tatyana Dmitrivenko · Kazakhstan                | Không trao giải                            | Không trao giải                              |
| 2007    | Yelena Aladko · Belarus                              | Lobna Amin · Egypt                              | Luciana de Oliveira Pinheiro · Brasil      | Yuliya Andrushchenko · Ukraina               |
| 2008    | Yolimar Sánchez · United States                      | Diana Ivancheva · Bulgaria                      | Không trao giải                            | Không trao giải                              |
| 2009-10 | Gabriela Nidioska Concepción Guzmán · Venezuela      | Muriel Susana Viera · United States             | Xenia Lamber · Ukraina                     | Daniela Arkenberg · Germany                  |
| 2011    | Katerina Fedosejeva · Baltic Sea (Latvia)            | Vanessa Gayle Sibanda · Zimbabwe                | Zuzanna Brzezińska · Poland                | Yasmine Ouchene · Algeria                    |
| 2012    | Malaika Maidei Mushandu · Zimbabwe                   | Melina Ramirez Serna · Colombia                 | Maria de Luz Da Silva dos Santos · Denmark | Maria de Luz Da Silva dos Santos · Venezuela |
| 2013    | Inara Anthonia Isaiah · Gulf of Guinea               | Burcu Taynaz · Thổ Nhĩ Kỳ                       | Savanagh-Ray Walker · Canada               | Ganna Oleksiyivna Zhadan · Ukraina           |
| 2014    | Jailenne Rivera Rodríguez · Puerto Rico              | Anrónet Ann Roelofsz · South Africa             | Niler Bernard Mruma · Tanzania             | Giulia Campesi · Italy                       |
| 2015    | Celeste Marshall · Bahamas                           | Irene Valeria Velásquez · Venezuela             | Stephany Souza Silva · Brasil              | Madison Anderson Berrios · Puerto Rico       |
| 2016    | Franceska Marisabel Toro Medina · Puerto Rico        | Paththage Visna Kaumini Fernando · Sri Lanka    | Emanuelle de Maria Costa Assunção · Brasil | Anchana Artklom · Thailand                   |
| 2017    | María Camila Medrano Camargo · San Andrés (Colombia) | Norhely Celaya Bracamontes · Mexico             | Naomy Dennisia · Seychelles                | Không trao giải                              |
| 2018    | Harini Silva · Sri Lanka                             | Natalia La Torre Santana · Puerto Rico          | Không trao giải                            | Không trao giải                              |
| 2019    | Vishakha Tania René · Mauritius                      | Carmen Sofia Maury Atencia · Colombia           | Không trao giải                            | Không trao giải                              |
| 2020    | Priscila Moreno Valverde · México                    | Giselle Ann Archbold Davis · Colombia           | Not Awarded                                | Not Awarded                                  |
| 2022    | Nicole Alejandra Zambrano Barreto · Ecuador          | Dayana Cárdenas Mestra · Colombia               | Not Awarded                                | Not Awarded                                  |
| 2023    | Leicy Rivas Moreno · Colombia                        | Sadani Vishmitha Peiris · Sri Lanka             | Not Awarded                                | Not Awarded                                  |

## Danh sách đại diện Việt Nam
| Năm  | Tên                   | Danh hiệu quốc gia                       | Quê quán              | Thứ hạng       | Giải thưởng đặc biệt |
| ---- | --------------------- | ---------------------------------------- | --------------------- | -------------- | -------------------- |
| 2003 | Châu Ánh Minh         | Giải vàng Siêu mẫu Việt Nam 2003         | Thành phố Hồ Chí Minh | Top 12         | Không                |
| 2004 | Nguyễn Phùng Ngọc Yến | Giải bạc Siêu mẫu Việt Nam 2004          | Thành phố Hồ Chí Minh | Không đạt giải | Không                |
| 2005 | Aleksandra Nguyên Sa  | -                                        | Thành phố Hồ Chí Minh | Không đạt giải | Không                |
| 2006 | Nguyễn Trang Nhung    | Á hậu Phụ Nữ Việt Nam qua ảnh 2005       | Hà Nội                | Top 15         | Không                |
| 2012 | Hoàng Thị Thùy        | Quán quân Vietnam's Next Top Model 2011  | Thanh Hóa             | Top 15         | Best Catwalk         |
| 2015 | Nguyễn Thị Anh        | -                                        | Hà Nội                | Không đạt giải | Không                |
| 2017 | Lê Thị Kim Huệ        | Á quân Vietnam Fitness Model Search 2016 | Tây Ninh              | Top 20         | Best in Evening Gown |

## Chi chú
- "Malaika heads for Miss Top Model of the World". News Day.
- "Christina is 'Top Model of the World' Zambia". Zambia Daily Mail.[liên kết hỏng]
- "Pushpika Sandamali brimming with confidence" Lưu trữ ngày 4 tháng 3 năm 2016 tại Wayback Machine. Sunday Observer
- "Pushpika to Make a Dream Debut". Bản gốc lưu trữ ngày 17 tháng 11 năm 2018.
- "Yuen proves she's the next top model".[liên kết hỏng]
- "Baci represents Ghana at  the Top Model of the World Pageant". Bản gốc lưu trữ ngày 17 tháng 4 năm 2019. Truy cập ngày 5 tháng 1 năm 2022.
- Abigail O'Leary (ngày 16 tháng 8 năm 2015). "Aigburth model jetting to Egypt for Top Model of the World competition". Liverpool Echo.
- "Jade eyes up model trophy..." Bản gốc lưu trữ ngày 15 tháng 11 năm 2018.
- "Bahamas' Celeste Marshall begins stay in Egypt for Top Model of the World".
- "Zimbabwe: Zim in World's Next Top Model Pageant". AllAfrica.